# Свети Димитър (Видин)
Вижте пояснителната страница за други значения на Свети Димитър.
„Свети великомъченик Димитър Солунски“ е православна църква в град Видин, България, катедрала на Видинската епархия на Българската православна църква. Катедралата е втора по големина в България след църквата „Свети Александър Невски (София)“ . Видинската катедрала е паметник на културата от национално значение.

## История
След 1718 г. Видин се превръща в граничен град на Османската империя. За него започва да действа Граничният закон. Това на практика означава, че българското население няма право да живее в укрепения район на града – Калето, ограден от градските крепостни стени. Българите, които имат домове и дюкяни в него, трябва да ги продадат и да строят нови жилища, които не могат да бъдат от камък и трябва да са на определено разстояние от укрепленията.
Тъй като портите на Калето са затворени от 6 часа вечерта до 7 часа сутринта, църквите „Света Петка“ и „Свети Пантелеймон“ не могат да се използват вечерно и нощем по време на големите християнски празници Коледа и Великден. Това налага в края на XVII век да се започне строежът на нова църква извън Калето.
Църквата получава името на солунския великомъченик Димитър. Скоро тя става средище на културния живот на българите и придобива статут на митрополитска църква. На 6 декември 1868 г. в храма за пръв път се служи тържествено от български архиерей на български език. Оттогава той става катедра на видинския митрополит Антим I, който след 4 години е избран за пръв български екзарх. На 26 октомври 1890 г., в деня на храмовия празник, е положен свети антиминс и е отслужена първата литургия.
Поради износеност на дървената конструкция се налага храмът да бъде съборен и построен наново. Средствата за постройката са събрани от капиталите на еснафите и от доброволни помощи на граждани. Планът е изработен от първомайстор Генчо Кънев от Трявна и е преработен частично от архитект Бахнани. На 10 март 1885 година тържествено е положен основният камък на новия храм, който с прекъсване е изграден от Кънев до нивото на първия корниз. Строежът е продължен под ръководството на Бахнани. Сградата е окончателно завършена и зографисана към 1926 г., когато са тържественото освещаване и откриване на храма.

## Архитектура
Катедралата има кръстокуполен план с 3 надлъжни и напречен кораб, върху които се изгражда богата многообемна композиция. Централният купол се носи от 4 свободно стоящи подпори и подчертава обемно-пространствения облик. Вътрешните пространства са внушителни. Височината на централния купол е 33 метра. Постигнат е богат и пищен образ.
Проектът на Генчо Кънев е разработен по подобие на варненската катедрала, която той строи между 1884 и 1886 година. Така проектът му е за еднокамбанарийна църква, а Бахнани я проектира и изгражда с 2 камбанарии.
Иконостасът и църковните мебели в интериора са резбовани от дебърски майстори от рода Филипови.

## Паметници
В двора на църквата са погребани:
- подпоручик Ангел Тодоров (1864 – 1885) – загинал при отбраната на града в Сръбско-българската война;
- Кирил (1833 – 1914) – митрополит на Скопската, после на Видинската епархия;
- Найчо Цанов (1857 – 1923) – председател на Народното събрание (препогребан в Градската градина)[3].